# Cristian Canuhé
Cristian Ezequiel Canhué (Toay, 25 agosto 1987) è un calciatore argentino, centrocampista dell'Template:Calcio All Boys (Santa Rosa).

## Caratteristiche tecniche
È un esterno mancino.

## Carriera
È cresciuto nelle giovanili del Lanús.